# بذيرة جيرية مثقبة
بذيرة جيرية مثقبة (الاسم العلمي:Coccolithus fenestratus) هي نوع من الأسناخ الصبغية يتبع جنس البذيرة الجيرية من الفصيلة البذيرية الجيرية.